# Российская юстиция
«Российская юстиция» (до 1993 года — «Советская юстиция») — ежемесячное рецензируемое научно-практическое издание, старейший юридический журнал в России (берёт своё начало с 1 января 1922 года).
Входит в список научных журналов ВАК Минобрнауки России, рекомендуемых для опубликования основных научных результатов диссертации на соискание учёной степени кандидата и доктора наук.

## История

### «Еженедельник Советской Юстиции»
26 октября 1921 года коллегия Народного комиссариата юстиции РСФСР, откликаясь на резолюцию XI Всероссийской конференции РКП(б) о «переходе к мирному хозяйственному строительству и водворению во всех областях жизни строгих начал революционной законности», принимает постановление: 

в целях усиления пропаганды советского права и разработки его предпринять выпуск еженедельной газеты…
Но 7 декабря 1921 года это постановление было изменено, так как коллегия Наркомюста решила выпускать не просто газету («Бюллетень НКЮ»), а журнал — «Еженедельник Советской Юстиции».
Первый номер «Еженедельника Советской Юстиции» был отпечатан в типографии ВЧК (ул. Б. Лубянка, д. 18) и вышел в свет 1 января 1922 года тиражом 15 тысяч экземпляров.
Журнал начал издаваться при активном участии наркома юстиции Д. И. Курского. Издателем «Еженедельника» выступило Юридическое издательство НКЮ РСФСР (ныне издательство «Юридическая литература» Администрации Президента Российской Федерации), а редакция располагалась по адресу: Москва, Кремль, здание ВЦИК.
Во все судебные учреждения «Еженедельник» рассылался бесплатно. Через несколько лет его тираж достиг 30 тысяч экземпляров. С 1928 года «Еженедельник» стал выходить три раза в месяц с приложением «Судебная практика РСФСР» под редакцией Председателя Верховного Суда РСФСР П. И. Стучки.

#### Главные редакторы «Еженедельника Советской Юстиции»
- 1922 — Н. Черлюнчакевич
- 1922—1923 — А. Лисицин
- 1923—1925 — Н. В. Крыленко
- 1926—1928 — Д. И. Курский
- 1928—1929 — Я. Н. Бранденбургский
- 1929 — П. И. Стучка

### «Советская юстиция»
С января 1930 года «Еженедельник Советской Юстиции», из-за смены периодичности выхода, получил новое название — «Советская юстиция».
В связи с реорганизацией НКЮ с сентября 1936 года до марта 1938 года «Советская юстиция» выходит одновременно как печатный орган Наркомата юстиции СССР, Верховного Суда СССР, Наркомата юстиции РСФСР и Верховного Суда РСФСР.
В 1941 году периодичность выпуска журнала увеличивается до еженедельного, а его тираж достигает 35 тысяч экземпляров, но с началом Великой Отечественной войны издание журнала надолго прерывается (последний номер вышел 19 июня 1941 года).
В марте 1957 года издание «Советской юстиции» возобновляется. Журнал становится печатным органом Министерства юстиции РСФСР и Верховного Суда РСФСР, и выходит сначала ежемесячным тиражом 13 тысяч экземпляров, но уже в 1975 году он издавался 2 раза в месяц, а тираж превышал 125 тысяч экземпляров.
В 1991 году после принятия закона СССР о печати учредителями «Советской юстиции» опять выступили Министерство юстиции РСФСР и Верховный Суд РСФСР. После регистрации как средства массовой информации «Советская юстиция» осталась структурным подразделением издательства «Юридическая литература» (на правах отдела).
Программными целями и задачами журнала было объявлено:

«освещение политико-правовой жизни РСФСР в условиях действия государственного суверенитета, вопросов строительства демократического правового государства, правового регулирования отношений с Союзом ССР, другими союзными республиками, между субъектами Российской Федерации; разъяснение и комментарий законодательства, судебной практики; использование правовых средств в условиях перехода к рыночной экономике; содействие развитию демократии, укреплению законности и правопорядка».

#### Главные редакторы «Советской юстиции»
- 1931 — П. И. Стучка
- 1931—1936 — Ф. Нахимсон
- 1938—1941 — И. Голяков
- 1942—1956 — журнал не издавался
- 1957—1962 — Е.М. Ворожейкин
- 1963—1971 — Ю. Трещетенков
- 1971—1976 — Н. Синицин
- 1976—1990 — В. Давыдов
- 1991—1993 — В. Н. Руднев

### «Российская юстиция»
27 декабря 1993 года прошла перерегистрация журнала в Министерстве печати и информации РФ. Журнал стал именоваться «Российской юстицией», а его учредителями выступили Администрация Президента Российской Федерации, Министерство юстиции РФ и Верховный Суд РФ. Вновь изменилась периодичность выхода журнала — он стал ежемесячным.
Цели и задачи «Российской юстиции» утратили политическую направленность. В заявлении о перерегистрации учредители указали задачей журнала:

«распространение общественно значимой и профессионально необходимой информации о работе законотворческих и законодательных органов Российской Федерации».
За последнее десятилетие журнал постепенно ушёл от выполнения идеологических задач, стал более информативным, ориентируясь в своих публикациях в первую очередь на интересы судей, других юристов, профессиональная деятельность которых тесно связана с судебной системой и судами.

#### Главные редакторы «Российской юстиции»
- 1994—2005 — В. Н. Руднев
- 2005-? — В. В. Максимов
- ?- н.в. — А. Ж. Малышева

## Авторы и тематика журнала
Авторы журнала: судьи и специалисты Верховного Суда, Высшего Арбитражного Суда, Конституционного Суда Российской Федерации; ответственные работники Министерства юстиции, Генеральной прокуратуры, МВД России; известные адвокаты и нотариусы; учёные (правоведы) Российской правовой академии, Московского государственного университета, Московской государственной юридической академии, Института законодательства и сравнительного правоведения, Института государства и права РАН, других ведущих научных центров и высших учебных заведений страны; зарубежные правоведы и практикующие юристы.
Тематика журнала: комментарии российского и зарубежного законодательства, подзаконных актов, судебных решений; анализ (и обобщение) судебной, арбитражной, прокурорско-следственной, нотариальной и адвокатской практики и статистики; прецеденты Европейского Суда по правам человека; международно-правовые стандарты; документы ООН и Совета Европы; эссе и очерки по правовым вопросам. «Российская юстиция» — единственный журнал, который последовательно и в полном объёме публикует решения съездов судей, Совета судей РФ, практику Высшей квалификационной коллегии судей и Совета при Президенте РФ по вопросам совершенствования правосудия.
Журнал входит в список изданий, рекомендуемых для опубликования основных научных результатов диссертации на соискание учёной степени кандидата и доктора наук.

## Награды

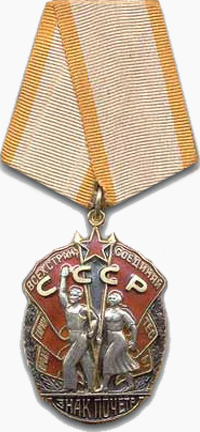
Журнал награждён орденом «Знак Почёта» в 1982 году

9 марта 1972 года Указом Президиума Верховного Совета РСФСР «за плодотворную работу по распространению правовых знаний и мобилизации кадров органов юстиции и широкой общественности на укрепление социалистической законности» «Советская юстиция» была награждена Почётной грамотой.
15 марта 1982 года Указом Президиума Верховного Совета СССР «за плодотворную работу по коммунистическому воспитанию трудящихся и активную пропаганду правовых знаний» журнал «Советская юстиция» награждён орденом «Знак Почёта».
9 февраля 1995 года приказом Министра юстиции РФ «за активное участие в правовом просвещении граждан Российской Федерации» редакция журнала «Российская юстиция» награждена памятной медалью имени А. Ф. Кони.
20 декабря 1997 года «за вклад в созидание новой России, демократического общества и развитие институтов правового государства» редакции журнала «Российская юстиция» и издательству «Юридическая литература» были вручены дипломы лауреатов Высшей юридической премии «Фемида» за 1997 год и высшие знаки отличия премии — статуэтки богини правосудия Фемиды. Журнал номинировался Российским фондом правовых реформ «за распространение идей правового государства и участие в реализации правовой реформы в России», а издательство — Международным неправительственным объединением «СОЮЗ ЮРИСТОВ» «за большой вклад в формирование юридического корпуса страны и в связи с 80-летием со дня образования» .
В связи с 80-летием журнала он также был награждён рядом наград:
- 12 ноября 2001 года «за большой вклад в развитие правосудия, совершенствование деятельности судебной системы, защиту интересов судейского сообщества и реализацию судебной реформы в Российской Федерации» журнал «Российская юстиция» награждён Почётной грамотой Совета судей Российской Федерации.
- 30 ноября 2001 года «за большой вклад в развитие издательского дела и правового просвещения» Президентом Российской Федерации (В. В. Путиным) объявлена благодарность редакционному совету и коллективу редакции журнала «Российская юстиция».
- 2 марта 2002 года по решению Национального фонда «Правоведение» и Фонда развития юридического факультета Санкт-Петербургского университета «за большой вклад в становление и развитие правового государства, широкое освещение законотворческой деятельности, своевременный и глубокий анализ судебной, прокурорско-следственной, адвокатской, нотариальной практики и работы органов юстиции» коллективу журнала «Российская юстиция» была вручена премия «Юстиция» в номинации «За информационную поддержку правовой реформы в России».
- 24 апреля 2002 года «за вклад в развитие адвокатуры и повышение роли и престижа адвокатской деятельности» журнал «Российская юстиция» награждён Золотой медалью имени Ф. Н. Плевако.
- Благодарность Президента Российской Федерации (1 декабря 2021 года) — за вклад в развитие правового государства, широкое освещение законотворческой деятельности, активное правовое просвещение[6].